# Sipura Island
Sipura Island (engelska: Sipora Island) är en ö i Indonesien.   Den ligger i provinsen Sumatera Barat, i den västra delen av landet, 900 km nordväst om huvudstaden Jakarta. Arean är 845 kvadratkilometer.
Terrängen på Sipura Island är lite kuperad. Öns högsta punkt är 285 meter över havet. Den sträcker sig 42,8 kilometer i nord-sydlig riktning, och 37,4 kilometer i öst-västlig riktning.